# Visage
Visage – brytyjski zespół muzyczny założony w Londynie w 1978 roku, wykonujący popularną na początku lat 80. muzykę z gatunku new romantic, synth pop i new wave. Ich największym przebojem był singel „Fade to Grey” z roku 1980. Grupa rozwiązała się w 1985 roku po wydaniu trzech albumów, lecz wznowiła działalność w 2002 w nowym składzie. Visage przewodził zawsze wokalista Steve Strange, jednak zespół rozwiązał się definitywnie po jego śmierci w roku 2015.

## Historia
Zespół założyli w 1978 roku Rusty Egan, perkusista zespołu Rich Kids, Midge Ure, powiązany z popularną grupą Ultravox, oraz Steve Strange, wcześniej występujący w punkowych formacjach The Moors Murderers i The Photons. Do grupy wkrótce dołączyli Billy Currie, również z Ultravox, oraz Dave Formula z grupy Magazine. Na początku w Visage przez krótki okres grało także dwoje innych muzyków Magazine, John McGeoch i Barry Adamson.
Jesienią 1979 roku ukazał się pierwszy singel Visage pt. „Tar”, który przeszedł bez echa. Następnie zespół związał się z większą wytwórnią, Polydor Records, która w grudniu 1980 wydała singel „Fade to Grey”. Utwór osiągnął duży międzynarodowy sukces na początku 1981 roku, plasując się w pierwszej dziesiątce list sprzedaży w co najmniej dziesięciu krajach i zdobywając srebrny certyfikat w Wielkiej Brytanii, a złoty w Niemczech i Francji. Singel przyczynił się do spopularyzowania nurtu new romantic, na co wpływ miały także ekstrawaganckie stroje i makijaż Strange’a. Szczególną popularnością grupa cieszyła się w Niemczech, gdzie zarówno singel „Fade to Grey” jak i debiutancki album grupy pt. Visage były numerami 1 w notowaniach. Z płyty pochodziły kolejne single, „Mind of a Toy” i „Visage”, które cieszyły się nieco mniejszą popularnością. Album Visage został wyróżniony srebrem w Wielkiej Brytanii, a w Niemczech i Francji – złotem.
Wiosną 1982 zespół wydał drugą płytę, The Anvil. Tytuł albumu został zaczerpnięty z nazwy popularnego wówczas klubu gejowskiego, znajdującego się w Nowym Jorku. Promujące wydawnictwo single „The Damned Don’t Cry” i „Night Train” były kolejnymi przebojami w Wielkiej Brytanii, jednak nie osiągnęły sukcesu na skalę międzynarodową. Album także zdobył znaczącą popularność tylko na rynku brytyjskim, gdzie wszedł do pierwszej dziesiątki listy sprzedaży i został certyfikowany jako srebrny. Krótko po sukcesie The Anvil Midge Ure opuścił zespół by skupić się na pracy w zespole Ultravox, który zaczął wówczas zdobywać jeszcze większą popularność niż Visage. W okrojonym składzie grupa wydała singel „Pleasure Boys” jesienią 1982, jednak nagranie zdobyło tylko średnią popularność. W 1983 roku wytwórnia Polydor wydała składankę Fade to Grey – The Singles Collection, która dotarła do 38. miejsca w Wielkiej Brytanii i zdobyła certyfikat złotej.
W październiku 1984 zespół powrócił z trzecim albumem, Beat Boy. Promująca go piosenka „Love Glove” spotkała się z niewielką popularnością, a kolejny, tytułowy singel jak i sam album okazały się jednak komercyjną porażką. Zespół opuścili kolejni dwaj członkowie, a w 1985 roku nastąpiło ostateczne rozwiązanie grupy. Rok później ukazała się kompilacja wideo zatytułowana Visage z teledyskami zespołu. Steve Strange założył projekt o nazwie Strange Cruise, mający w dorobku tylko jedną płytę pt. Strange Cruise z 1986 roku, która nie spotkała się z sukcesem.
W 1993 roku wydana została zaktualizowana wersja pierwszej składanki Visage, zatytułowana Fade to Grey – The Best of Visage. Znalazł się na niej nowy remiks „Fade to Grey”, który był średnim sukcesem na brytyjskiej liście przebojów.
Steve Strange powrócił do muzyki w 2002 roku, kiedy to wziął udział w trasie koncertowej Here and Now u boku innych artystów lat 80. i zrekrutował do Visage nowych muzyków, m.in. członków zespołu Seize. W 2007 roku grupa opublikowała na swojej stronie internetowej cyfrowy singel, „Diary of a Madman”, dostępny do pobrania w zamian za wsparcie organizacji charytatywnej Children in Need. W roku 2008 zespół pojawił się w serialu Powstać z popiołów na antenie BBC, gdzie wykonał „Fade to Grey”. W 2010 roku ukazała się kolejna kompilacja The Face – The Very Best of Visage, którą promowały nowe remiksy „Fade to Grey” stworzone przez DJ-ów Michaela Graya i Lee Mortimera z okazji 30. rocznicy wydania piosenki.
Po kolejnych zmianach w składzie, zespół powrócił z nową studyjną płytą Hearts and Knives w maju 2013, wydaną niezależnie. Album poprzedził singel „Shameless Fashion”, a następnie promowały go m.in. „Dreamer I Know” i „Never Enough”, jednak nie osiągnęły one sukcesu komercyjnego. Płyta też nie weszła do głównej setki UK Albums Chart i uplasowała się tylko na 119. miejscu. Pod koniec 2014 roku ukazało się wydawnictwo Orchestral, zawierające w większości największe przeboje Visage nagrane na żywo z orkiestrą symfoniczną. Album promowała nowa wersja „Fade to Grey”, jednak nie wszedł on na listy sprzedaży.
Steve Strange zmarł na atak serca podczas wakacji w Egipcie w lutym 2015 roku, co ostatecznie przyniosło kres działalności Visage. Pozostali muzycy dokończyli jedynie tworzenie ostatniej płyty pt. Demons to Diamonds, która ukazała się w listopadzie tego samego roku. Nie weszła ona na listy sprzedaży, a na początku 2016 roku wydany został album Darkness to Diamond z remiksami utworów z ostatniej płyty.

## Muzycy
- Steve Strange – wokal wiodący (1978–1985, 2002–2015)
- Rusty Egan – perkusja (1978–1985)
- Midge Ure – gitara, syntezator (1978–1982)
- Billy Currie – keyboard, syntezator, skrzypce (1978–1984)
- Dave Formula – keyboard, syntezator (1978–1984)
- John McGeoch – gitara, saksofon (1978–1981)
- Barry Adamson – gitara basowa (1978–1979)
- Steve Barnacle – gitara basowa (1982–1985, 2012–2015)
- Gary Barnacle – saksofon (1984–1985)
- Andy Barnett – gitara (1984–1985)
- Sandrine Gouriou – keyboard, syntezator, wokal wspierający (2002–2010)
- Rosie Harris – keyboard, syntezator, wokal wspierający (2002–2010)
- Ross Tregenza – keyboard, syntezator, wokal wspierający (2004–2010)
- Steven Young – keyboard, syntezator, wokal wspierający (2004–2010)
- Lauren Duvall – wokal wspierający (2012–2015)
- Robin Simon – gitara (2012–2015)

## Dyskografia
| - 1980: Visage - 1982: The Anvil - 1984: Beat Boy - 2013: Hearts and Knives - 2015: Demons to Diamonds - 2014: Orchestral - 2016: Darkness to Diamond - 2016: The Wild Life – The Best of Extended Versions and Remixes, 1978 to 2015 | - 1983: Fade to Grey – The Singles Collection - 1993: Fade to Grey – The Best of Visage - 1997: Master Series - 2000: The Damned Don't Cry - 2010: The Face – The Very Best of Visage - 2015: The Wild Life – The Best Of, 1978 to 2015 |

### Single
- 1979: „Tar”
- 1980: „Fade to Grey”
- 1981: „Mind of a Toy”
- 1981: „Visage”
- 1982: „The Damned Don’t Cry”
- 1982: „Night Train”
- 1982: „Pleasure Boys”
- 1984: „Love Glove”
- 1984: „Beat Boy”
- 2007: „Diary of a Madman”
- 2013: „Shameless Fashion”
- 2013: „Dreamer I Know”
- 2013: „Never Enough”
- 2014: „Hidden Sign”
- 2014: „She’s Electric (Coming Around)”